# Hypocalymma myrtifolium
Hypocalymma myrtifolium är en myrtenväxtart som beskrevs av Porphir Kiril Nicolai Stepanowitsch Turczaninow. Hypocalymma myrtifolium ingår i släktet Hypocalymma och familjen myrtenväxter. Inga underarter finns listade i Catalogue of Life.